# جورج كالفيرت، بارون بالتيمور الأول
جورج كالفيرت، بارون بالتيمور الأول (1580 - 15 أبريل 1632)، سياسي إنجليزي، ومسؤول استعماري. حقق نجاحًا سياسيًا محليًا بصفته عضوًا في البرلمان ثم وزيرًا للخارجية في عهد الملك جيمس الأول. فقد الكثير من سلطته السياسية بعد دعمه لتحالف زواج فاشل بين الأمير تشارلز وعائلة آل هابسبورغ المالكة الإسبانية. بدلًا من الاستمرار في السياسة، استقال من جميع مناصبه السياسية في عام 1625 باستثناء منصبه في مجلس الملكة الخاص، وأعلن كاثوليكيته. أسس منصب بارون بالتيمور لطبقة نبلاء أيرلندا بعد استقالته. تقع بالتيمور مانور في مقاطعة لونجفورد، أيرلندا.
اهتم كالفيرت بالاستعمار البريطاني للأمريكيتين، في البداية لأسباب تجارية ثم لاحقًا لإنشاء ملجأ للكاثوليك، الأيرلنديين، والإنجليز المضطهدين. ملّك أفالون، أول مستوطنة إنجليزية مستدامة في شبه الجزيرة الجنوبية الشرقية في جزيرة نيوفندلاند (قبالة الساحل الشرقي لكندا الحديثة). بعد أن أحبطه مناخها البارد والقاسي في بعض الأحيان ومعاناة المستوطنين، بحث عن مكان أكثر ملاءمة في الجنوب وسعى إلى ميثاق ملكي جديد لتوطين المنطقة، التي أصبحت ولاية ماريلند. توفي كالفيرت قبل خمسة أسابيع من ختم الميثاق الجديد، تاركًا مستوطنة مستعمرة ماريلند لابنه سيسيل (1605-1675). كان ابنه الثاني ليونارد كالفيرت (1606-1647) أول حاكم استعماري لمقاطعة ماريلند.

## نجاح سياسي
سمى كالفيرت ابنه «سيسيليوس» (1605-1675) تيمنًا بالسير روبرت سيسيل، أول إيرل سالزبوري (1563-1612)، قائد التجسس للملكة إليزابيث، والذي التقى به كالفيرت خلال رحلة طويلة إلى البر الأوروبي بين عامي 1601 و1603، بعد ذلك أصبح معروفًا كمتخصص في الشؤون الخارجية. حمل كالفيرت مجموعة رسائل لسيسيليوس من باريس، وهكذا دخل في الخدمة باعتباره كبير مهندسي الملك جيمس السادس ملك اسكتلندا في خلافة العرش الإنجليزي في عام 1603 (عندما تولى أيضًا لقب الملك جيمس الأول ملك إنجلترا).
كافأ الملك جيمس روبرت سيسيل، الذي عينه مستشارًا خاصًا ووزيرًا للخارجية، بمنحه لقب إيرل سالزبوري عام 1605 ولقب اللورد الأعلى في عام 1608، مما جعله أقوى رجل في الديوان الملكي. عندما ترقى سيسيل، ترقى كالفيرت معه. جعلت لغات كالفيرت الأجنبية، والتدريب القانوني، وحسن التقدير، منه مساعدًا لا يقدر بثمن لروبرت سيسيل، الذي لم يكن محبًا للكاثوليك، على ما يبدو، لكنه قبل دين كالفيرت باعتباره أمرًا لا جدال فيه. عمل كالفيرت في قلب سياسة البلاط، واستغل نفوذه من خلال بيع الخدمات، وهي ممارسة مقبولة في ذلك الوقت. جمع كالفيرت عددًا من المناصب الصغيرة، والتكريم، والوظائف السهلة. في أغسطس 1605، التحق بالملك في أكسفورد، وحصل على درجة الماجستير الفخرية في الآداب في احتفال كبير حصل فيه دوق لينوكس (لودوفيك ستيوارت)، وإيرل أكسفورد ونورثمبرلاند، وسيسيليوس على درجات علمية. نظرًا لمكانة الخريجين الآخرين، كان كالفيرت آخر من نال الجائزة، لكن وجوده في مثل هذه المجموعة أشار إلى مكانته المتزايدة.
في عام 1606، عُيّن الملك كالفيرت «كاتب التاج» و«في محكمة الجنايات في كونوت»، مقاطعة كلير، أيرلند، في أول تعيين ملكي له. في عام 1609 عينه جيمس «كاتب مكتب الختم»، وهو المنصب الذي تطلب إعداد المستندات للتوقيع الملكي، وجعل كالفيرت على اتصال وثيق بالملك. خدم كالفيرت أيضًا في البرلمان الأول لجيمس كعضو في منطقة بسيني، في مقاطعة كورنوال، التي أنشأها سيسيل لدعم سياساته. في عام 1610 عُين كالفيرت «كاتب مجلس الملكة الخاص». تطلب كل من هذه المناصب قسم الولاء.
وبدعم من روبرت سيسيل، جاء جورج كالفيرت كمستشار وداعم للملك جيمس. في عامي 1610 و1611، اضطلع كالفيرت ببعثات إلى القارة نيابة عن الملك، وزار عددًا من السفارات في باريس وهولندا ودوقية كليفز، وعمل سفيرًا لدى الديوان الملكي الفرنسي أثناء تتويج الملك لويس الثالث عشر (1601-1643) في عام 1610. أفاد مراسل من فرنسا أن كالفيرت نال «رضا الجميع عن محادثته الحصيفة». في عام 1615 أرسله جيمس إلى دائرة الناخبين القارية في بالاتينات (الألمانية) في الإمبراطورية الرومانية المقدسة، والتي تزوج ناخبها المعوز فريدريك الخامس، ناخب بالاتين (1596-1632)، ابنة جيمس إليزابيث من بوهيميا (1596-1662) في 1613. كان على كالفيرت أن ينقل استهجان الملك لأن إليزابيث، بسبب نقص المال، أعطت جواهر باهظة الثمن لسيدة لطيفة تركت عملها. أثار قرار الناخب فريدريك في عام 1619 بقبول عرش بوهيميا حربًا مع سلالة هابسبورغ القوية المجاورة للنمسا إلى الجنوب الغربي في فيينا، والتي حاول جيمس إنهاءها من خلال تحالف مقترح مع مملكة إسبانيا.
في عام 1611، وظف جيمس كالفيرت لبحث ونسخ أوراقه الدينية ضد اللاهوتي البروتستانتي الهولندي كونراد فورستيوس (1569-1622). في العام التالي، توفي سيسيل، وعمل كالفيرت كواحد من المنفذين الأربعة لوصيته. تولى السير روبرت كار، إيرل سومرست الأول (1587-1645)، فيكونت روتشستر، المفضل لدى الملك، مهام وزير الخارجية وعين كالفيرت للمساعدة في السياسة الخارجية، ولا سيما المراسلات اللاتينية والإسبانية. كار، الذي سرعان ما رُقي إلى إيرلدوم سومرست، لم يكن ناجحًا في منصبه، وانخفضت شعبيته جزئيًا نتيجة لمقتل توماس أوفربري (1581-1613)، بعد إقرار زوجة كار فرانسيس، كونتيسة إسيكس السابقة ولاحقًا سومرست (1590-1632)، بالذنب في عام 1615. أخذ مكان كار الوسيم جورج فيليرز، دوق بكنغهام الأول (1592-1628)، الذي قيل إن جيمس كان مفتونًا به.
في عام 1613 كلف الملك كالفيرت بالتحقيق في مظالم الروم الكاثوليك في أيرلندا، جنبًا إلى جنب مع السير همفري وينش (1555-1625)، والسير تشارلز كورنواليس (؟؟؟؟-1629)، والسير روجر ويلبراهام (1553-1616). أمضت اللجنة ما يقرب من أربعة أشهر في أيرلندا، وخلص تقريرها النهائي، الذي صاغه كالفيرت جزئيًا، إلى أنه يجب فرض الامتثال الديني بمزيد من الصرامة في أيرلندا، وقمع المدارس الكاثوليكية، وإبعاد القساوسة السيئين ومعاقبتهم. قرر الملك عدم عقد البرلمان الأيرلندي مرة أخرى حتى «يتحسن انضباط الكاثوليك». في عام 1616، منح جيمس كالفيرت قصر دانبي ويسك في يوركشاير، مما جعله على اتصال بالسير توماس وينتورث، إيرل سترافورد الأول (1593-1641)، الذي أصبح أقرب أصدقائه وحليفه السياسي. أصبح كالفيرت ثريًا بما يكفي لشراء عقار كيبلين هول في أبرشيته. (اليوم، تدير جامعة ميريلاند مركزًا للأبحاث هناك، في حين أن المبنى الرئيسي هو متحف منزل مملوك لصندوق لكيبلين هول تراست). في عام 1617 ارتفعت منزلته الاجتماعية عند حصوله على لقب فارس، ثم أصبح السير جورج كالفيرت.
في عام 1619 أكمل كالفيرت صعوده إلى السلطة عندما عينه جيمس واحدًا من وزيري الدولة الرئيسيين. جاء ذلك بعد إقالة السير توماس ليك (1567-1630) بسبب الفضائح، بما في ذلك طيش زوجته فيما يخص أسرار الدولة. لم يظهر كمرشح حتى نهاية عملية الاختيار، فاجأه تعيين كالفيرت ومعظم المراقبين. افترض أن لجورج فيليرز المفضل لدى الملك (1592-1628) (دوق باكنغهام الأول لاحقًا) يد في ترقيته، فأرسل له جوهرة كبيرة كعربون شكر. أعاد فيليرز الجوهرة، قائلًا إنه لا علاقة له بالأمر. ضُمنت ثروة كالفيرت الشخصية عند تعيينه بالإضافة إلى ذلك «مفوضًا للخزانة» بمعاش تقاعدي قدره 1000 جنيه إسترليني، ودعِم من أجل الحرير الخام المستورد، والذي حوّل لاحقًا إلى معاش تقاعدي آخر بقيمة 1000 جنيه إسترليني.